# 柏田組
柏田組位於北關東本部的設置，日本的黑社會指定暴力團之一・六代目山口組的3次團體，上部團體 四代目山健組。

## 最高幹部
- 組長・柏田安廣（第四代山健組若眾）
- 若頭・成田勇治（柏勇會會長）
- 本部長・佐藤榮城（第二代波多興業組長）